# Sigrun Richter
Sigrun Richter, née en 1964 à Marbourg (Marburg an der Lahn),, est une luthiste et professeur de musique allemande.

## Formation
Sigrun Richter a étudié la musique à Francfort et a continué ses études de luth avec Konrad Junghänel à la Musikhohschule de Cologne.

## Carrière

### Enseignement
Une partie importante de la carrière de Sigrun Richter est consacrée à l'enseignement, :
- 1983 à 2000 : professeur de luth et d'interprétation sur instruments d'époque (« interprétation historiquement informée ») à la Musikhochschule (haute école de musique) de Sarrebruck ;
- depuis 1983 : professeur au Konservatorium de Francfort ;
- masterclasses en Italie et en Allemagne.

### Carrière d'interprète
La carrière d'interprète de Sigrun Richter est consacrée à la musique pour luth des XVIe et XVIIe siècles.
Elle accorde également un grand intérêt au répertoire pour chitarrone et à l'étude de certains types de chitarrones du XVIIe siècle tels que décrits par Kapsberger, Piccinini, Praetorius et Mersenne.
En marge de sa carrière de soliste, Sigrun Richter a également accompagné la soprano Gundula Anders et la gambiste Hille Perl.

## Discographie

### Discographie solo
Sigrun Richter a publié deux enregistrements solo consacrés au répertoire du luth sur le label Ambitus :
- 1989 : Les Accords Nouveaux : les œuvres de Pierre Gaultier Orlénois, Pierre Gaultier (1599 - 1681)
- 1992 : Les Accords Nouveaux II: aus Pierre Ballard, Tabulature de differents auteurs sur les accords nouveaux, 1631 und 1638 (suites pour luth de René Mézangeau, Nicolas Bouvier, Dubuisson (Étienne Houselot), Nicolas Chevalier et François Dufaut).

### Collaborations
Elle a également collaboré à plusieurs enregistrements parus sur les labels CPO, Christophorus et Ambitus, :
- 1998 : Dietrich Becker: Sonatas and Suites par l'Ensemble Parnassi Musici ;
- 2001 : Del Cielo d'Amor par Gundula Anders, (soprano), Hille Perl (viole de gambe et Lirone) et Sigrun Richter (archiluth et chitarrone) ;
- Io canterei d'amor, musique de M. Cara, B. Tromboncino, S. Festa, C. de Sermisy par l'Ensemble Chanterelle, Gundula Anders, (soprano), Liane Ehlich (flûte Renaissance) et Sigrun Richter (luth) ;
- Sonaten 1681 (2) de Heinrich Biber par le Sanssouci Ensemble Hamburg.